# Martilhac
Martilhac (en francès Martillac) és un municipi francès situat al departament de la Gironda i a la regió de la Nova Aquitània.
A l'edat mitjana pertanyia a la jurisdicció del castell de L'Isla Sent Jòrgi.

## Demografia
| 1962                                       | 1968 | 1975  | 1982  | 1990  | 1999  | 2007  |
| ------------------------------------------ | ---- | ----- | ----- | ----- | ----- | ----- |
| 877                                        | 965  | 1.090 | 1.309 | 1.652 | 2.020 | 2.293 |
| Des de 1962: població sense dobles comptes |      |       |       |       |       |       |

## Administració
| Període   | Identitat                    | Partit |
| --------- | ---------------------------- | ------ |
| 1955-1989 | Hervé Cornette de Venancourt |        |
| 1989-2001 | Claude Rouzier-Toussain      |        |
| 2001-     | Jean Claverie                | PS     |

## Agermanament
- Bibbona